# Xã Green, Quận Scioto, Ohio
Xã Green (tiếng Anh: Green Township) là một xã thuộc quận Scioto, tiểu bang Ohio, Hoa Kỳ. Năm 2010, dân số của xã này là 4.381 người.